# Espi Rud
Espi Rud (em persa: اسپي رود, também romanizada como Espī Rūd) é uma aldeia do distrito rural de Kelarabad, no condado de Abbasabad, da província de Mazandaran, Irã.
No censo de 2006, sua população era de 108 habitantes, em 32 famílias.